# Zagreb Open 2001
Lo Zagreb Open 2001 è stato un torneo di tennis facente parte della categoria ATP Challenger Series nell'ambito dell'ATP Challenger Series 2001. Il torneo si è giocato a Zagabria in Croazia dal 14 al 20 maggio 2001 su campi in terra rossa.

## Vincitori

### Singolare
Jacobo Diaz-Ruiz ha battuto in finale  Albert Montañés con il punteggio di 7–6(5), 3–6, 6–2

### Doppio
Enzo Artoni /  Andrés Schneiter hanno battuto in finale  Aleksandar Kitinov /  Alexandre Simoni con il punteggio di 6(5)–7, 6–4, 6–4